# Stuart Housley
Stuart Housley (sinh ngày 15 tháng 9 năm 1948) là một cựu cầu thủ bóng đá người Anh thi đấu ở vị trí tiền vệ cánh.
Sau khi rời khỏi Grimsby Town, Housley gia nhập đội bóng ở Southern League Yeovil Town, có 383 lần ra sân và ghi 58 bàn trong 8 mùa giải. Housley cũng có thời gian ngắn thi đấu cho Weymouth và Westland Sports. Ông trở lại Yeovil trong thập niên 1990 dưới thời huấn luyện viên Graham Roberts và trở thành huấn luyện viên đội trẻ cho đến năm 2009. Housley làm việc với 13 huấn luyện viên tại Yeovil, và trải qua 27 năm với câu lạc bộ ở nhiều vai trò khác nhau từ cầu thủ, huấn luyện viên đội trẻ, nhân viên trang phục và nhà phân tích video, cuối cùng kết thúc mối quan hệ với câu lạc bộ năm 2015.